# Ikoma Masatoshi
Ikoma Masatoshi' (生驹正俊, ,1586 -23 de julho de 1621), foi um Daimyō que viveu durante o final do Período Azuchi-Momoyama e início do Período Edo da História do Japão. Foi o daimyō do Domínio de Takamatsu .
Masatoshi lutou no Cerco de Osaka em 1614, comandando uma força destacada no lado de  Tokugawa Ieyasu . Após sua morte, foi sucedido como Líder do Clã por seu filho, Takatoshi .
| Precedido por Ikoma Kazumasa  | -- Líder do Clã Ikoma 1610-1621          | Sucedido por Ikoma Takatoshi |
| Precedido por Ikoma Chikamasa | 3º Daimyō de Takamatsu (Ikoma) 1610-1621 | Sucedido por Ikoma Takatoshi |